# Brian De Keersmaecker
Brian De Keersmaecker (Bornem, 6 maggio 2000) è un calciatore belga, centrocampista dell'Heracles Almelo.

## Carriera

### Club
De Keersmaecker ha fatto il suo debutto professionistico con il Beerschot VA in una vittoria per 2-0 contro l'Eupen il 13 aprile 2020, andando subito in gol. Il 2 maggio 2019 ha firmato il suo primo contratto professionistico con il Beerschot.
È stato prestato per una stagione al club di seconda divisione olandese dell'Eindhoven il 5 ottobre 2020. Nel maggio 2021 il Beerschot VA ha deciso di non rinnovargli il contratto, svincolandolo a luglio.
Il 4 giugno 2021 si è trasferito all'Eindhoven a titolo definitivo con cui ha firmato un contratto di due anni.
Nel giugno del 2023 ha firmato un contratto ci quattro anni con l'Heracles Almelo.

### Nazionale
Ha giocato nella nazionale belga Under-16.

## Statistiche

### Presenze e reti nei club
Statistiche aggiornate al 19 settembre 2023.
| Stagione        | Squadra         | Campionato      | Campionato | Campionato | Coppe nazionali | Coppe nazionali | Coppe nazionali | Coppe continentali | Coppe continentali | Coppe continentali | Altre coppe | Altre coppe | Altre coppe | Totale | Totale | Totale |
| Stagione        | Squadra         | Comp            | Pres       | Reti       | Comp            | Pres            | Reti            | Comp               | Pres               | Reti               | Comp        | Pres        | Reti        | Pres   | Reti   |        |
| --------------- | --------------- | --------------- | ---------- | ---------- | --------------- | --------------- | --------------- | ------------------ | ------------------ | ------------------ | ----------- | ----------- | ----------- | ------ | ------ | ------ |
| 2018-2019       | Beerschot VA    | 2D              | 6          | 1          | CO              | 0               | 0               |                    | -                  | -                  |             | -           | -           | 6      | 1      |        |
| 2019-2020       | Beerschot VA    | 2D              | 10         | 1          | CO              | 1               | 0               |                    | -                  | -                  |             | -           | -           | 11     | 1      |        |
| 2020-2021       | Eindhoven       | 1D              | 26         | 3          | CO              | 1               | 0               |                    | -                  | -                  |             | -           | -           | 27     | 3      |        |
| 2021-2022       | Eindhoven       | 1D              | 36+4       | 1+0        | CO              | 1               | 0               |                    | -                  | -                  |             | -           | -           | 41     | 1      |        |
| 2022-2023       | Eindhoven       | 1D              | 28+2       | 1+0        | CO              | 1               | 0               |                    | -                  | -                  |             | -           | -           | 31     | 1      |        |
| 2023-2024       | Heracles Almelo | ED              | 4          | 0          | CO              | 0               | 0               |                    | -                  | -                  |             | -           | -           | 4      | 0      |        |
| Totale carriera | Totale carriera | Totale carriera | 116        | 7          |                 | 4               | 0               |                    | -                  | -                  |             | -           | -           | 120    | 7      |        |